# گانا خلیستونوا
گانا خلیستونوا (اوکراینی: Ганна Хлістунова؛ زادهٔ ۲۷ فوریهٔ ۱۹۸۸) ورزشکار ورزش شنا اهل اوکراین است.
وی در مسابقات کشوری و بین‌المللی در مجموع برندهٔ ۲ مدال طلا، ۱ مدال برنز شده‌است.